# Индекс автомобильных номеров Канады

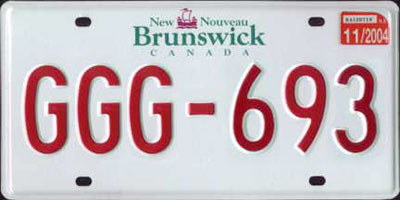
Регистрационный знак с 2004 года

В Канаде лицензионные номерные знаки транспортных средств выдаются агентствами провинций или территориальным правительством.
В целом, внешний вид знака часто содержит символы цвета и слова, относящиеся к определенной юрисдикции.

## Дизайн и серийный номер
Лицензионные номера обычно движутся в порядке возрастания, начиная от AAA-001.
В 1956 году США и провинции Канады пришли к единому соглашению с Ассоциацией автомобильных производителей относительно размера номерного знака для пассажирских транспортных средств. Он должен составлять шесть дюймов в высоту на двенадцать дюймов в ширину, хотя эти числа могут незначительно изменяться.